# فيلا سان سيكوندو
فيلا سان سيكوندو (بالإيطالية: Villa San Secondo)‏ هي بلدة وبلدية في مقاطعة أستي في إقليم بييمونتي في جنوب إيطاليا.

## السكان
في سنة 1861 بلغ عدد السكان 1٬238 نسمة، وتطور العدد ليصل في سنة 2011 لـ 410 نسمة.
يظهر هذا المخطط البياني تطور النمو السكاني لـ فيلا سان سيكوندو